# Starý židovský hřbitov v Hostouni
Starý židovský hřbitov u Hostouně leží asi 300 m jihozápadně od hřbitova nového v úzkém pruhu lesa na konci polní cesty vedoucí z ulice Na Obci, na pravém břehu Sulovického potoka. Je chráněn jako kulturní památka České republiky.
Dochovalo se asi 51 náhrobků (v roce 1947 jich bylo přibližně 70) s nejstarším z roku 1786. Ze hřbitovní zdi a obřadní síně zůstaly alespoň nepatrné zbytky zdiva, ale márnice, jež stávala v jihovýchodním rohu hřbitova, zmizela zcela. Areál byl využíván až do roku 1848, kdy se začalo pohřbívat na novém hřbitově.

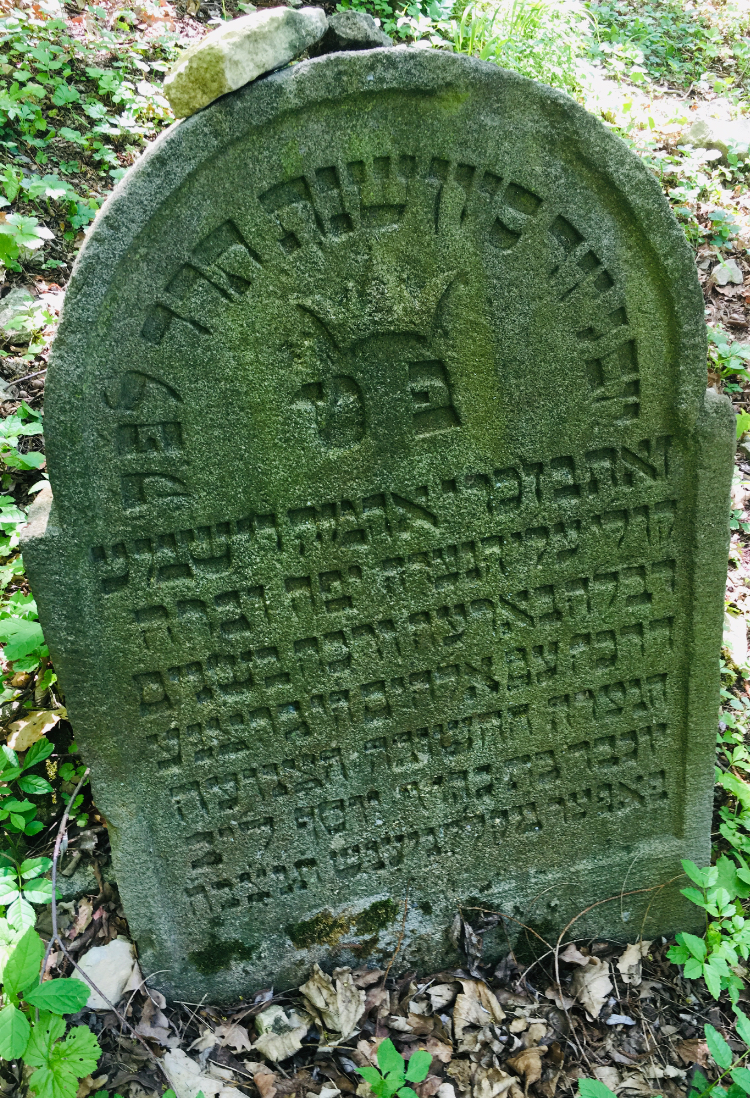
Náhrobek na Starém židovském hřbitově v Hostouni, kde se dochovalo kolem padesáti pozdně barokních a klasicistních náhrobků z 18. a 19. století. Hřbitov patří k jedněm z nejcennějším na Kladensku

Na hřbitově je pochován např. rabi Nattanael (1792), jehož zmiňuje ve svém díle Noda Bijehuda pražský rabín Ezechiel Landau. Zajímavostí také je náhrobek Sáry Reimann, rozené Altschul z České Lípy, jenž je nezvykle kompletně vyveden v latince, zcela prost hebrejských znaků.